# Мирзазаде, Айдын Беюккиши оглы
Айдын Беюккиши оглы Мирзазаде (азерб. Aydın Böyükkişi oğlu Mirzəzadə, по азербайджанской кириллице Ајдын Бөјүккиши оғлу Мирзәзадә; род. 2 июля 1957 года, Мингечаур, Азербайджанская ССР) — азербайджанский политический деятель, депутат Милли Меджлиса Азербайджана (парламента) II, III, IV, V и VI созывов (непрерывно с 2000 года).
Функционер правящей Партии «Новый Азербайджан» (ПНА), член Политсовета ПНА, заведующий отделом политического анализа и прогнозирования Исполнительного секретариата ПНА.

## Биография
Айдын Мирзазаде родился 2 июля 1957 года в городе Мингечаур Азербайджанской ССР.
В 1975 году поступил на строительный факультет Азербайджанского инженерно-строительного института,.
В 1980 году, после окончания института, работал строительным мастером в передвижной механизированной колонне № 1315 в городе Ржев Тверской области.
В 1980−1982 годах проходил службу в рядах Советской Армии.
В 1982−1993 годах работал на разных должностях на строительстве Азербайджанской ГРЭС в Мингечауре.
В 1992 году с отличием закончил Бакинский институт социального управления и политологии (ныне Академия государственного управления при Президенте Азербайджанской Республики). В том же году работал корреспондентом мингечевирской городской газеты «Səda».
В 1993 году был назначен помощником, а с 1995 года — заместителем главы исполнительной власти города Мингечевира (Мингечаура).
В период с 1997 по 2000 год руководил сектором взаимодействия с общественно-политическими организациями социально-политического отдела исполнительного аппарата президента Азербайджанской Республики.
Является доцентом кафедры государственной службы и кадровой политики Академии государственного управления при президенте Азербайджанской Республики.

## Политическая деятельность

### Партийный функционер
Политическую деятельность начал в 1992 году, участвуя в создании Партии «Новый Азербайджан» (азерб. Yeni Azərbaycan Partiyası, сокращённо «YAP») в Мингечевире (Мингечауре), под руководством председателя Верховного меджлиса Нахичеванской Автономной Республики Гейдара Алиева. В 1992—1999 годах являлся председателем местной организации партии в Мингечевире. С 1999 года — член Политического совета ПНА.
В 2008—2009 гг активно поддержал предложение о снятии конституционного запрета на избрание на президентский пост более двух раз
.
В 2013—2014 годах представлял ПНА в Центральной избирательной комиссии.
С января 2015 года — заведующий отделом политического анализа и прогнозирования исполнительного секретариата ПНА.

### Парламентская деятельность
5 ноября 2000 года был избран депутатом Милли Меджлиса (парламента) II созыва от Мингечевирского избирательного округа № 37. Являлся заместителем председателя постоянной комиссии Милли Меджлиса по социальной политике.
В парламент III, IV, IV, V и VI созывов избирался от Мингечевирского избирательного округа № 47. В течение многих лет был заместителем председателя постоянной комиссии Милли Меджлиса по вопросам безопасности и обороны (комитета по безопасности и обороне).
Входил в азербайджанскую национальную делегацию в ПАСЕ и в Парламентской ассамблее Черноморского экономического сотрудничества.
В парламенте VI созыва (избранном в 2020 году) стал членом комитета Милли Меджлиса по обороне, безопасности и коррупции. Член азербайджанской национальной делегации в Межпарламентской ассамблее СНГ.
Входит в парламентскую группу дружбы с Россией.
В отношении карабахской проблемы придерживается общепринятого в Азербайджане подхода, требуя «освобождения Арменией безо всяких предварительных условий территории бывшей НКАО и прилегающих районов, возвращения внутренне перемещённых лиц на свои родные земли и предоставления широкой автономии Нагорно-Карабахскому региону Азербайджана», при этом обвиняет советское руководство в том, что оно поддержало «притязания армянских националистов на исконно азербайджанские земли».
Резко выступал против действий оппозиции (Народный фронт Азербайджана, Национальный совет демократических сил), обвиняя её в получении финансовой поддержки и указаний из-за рубежа. В 2014 году, комментируя аресты правозащитников Арифа Юнус, Лейлы Юнус, а также Расула Джафарова и Интигама Алиева, как сообщает Би-би-си, Мирзазаде заявил, что они преследуются не за политические убеждения, а за незаконную деятельность.

### Избирательная кампания 2020 года
На следующий день после парламентских выборов 2020 года Мирзазаде выступил с заявлением, в котором охарактеризовал негативные оценки по выборам ПАСЕ, ОБСЕ и БДИПЧ как «заранее разработанный план». Он также заявил, что ни на одном из участков округа № 47, в котором была выдвинута его кандидатура, не выявлено ни одного нарушения. Позже, однако, Центральная избирательная комиссия Азербайджана аннулировала результаты выборов на трёх участках этого избирательного округа.

### Выборы 2024 года
В 2024 году на парламентских выборах в Азербайджане, которые состоялись 1 сентября, одержал победу в Мингечевирском избирательном округе №54. Официально стал депутатом Милли Меджлиса Азербайджана седьмого созыва, первое заседание которого состоялось 23 сентября 2024 года.

## Частная жизнь
Женат, имеет двух детей.
Владеет русским и английскими языками.
По собственному признанию, хорошо плавает.
Коллекционирует старые книги, в его личной библиотеке имеется прижизненное издание романа «Война и мир» Льва Толстого,
В январе 2013 года в Баку автомобиль марки «Honda-Accord», в котором Мирзазаде находился в качестве пассажира, осуществил наезд на женщину, в результате чего она погибла.

## Награды
- Орден «За службу Отечеству» III степени (18 ноября 2017 года) — за активное участие в общественно-политической жизни Азербайджанской Республики[38]

## Публикации
Айдын Мирзазаде является автором тринадцати книг.

### Книги
1. 2001 — азерб. Azərbaycan Respublikasında çoxpartiyalı sistemin formalaşması xüsusiyyətləri Bakı, 2001-ci il, (Особенности формирования многопартийной системы в Азербайджанской Республике. Баку, 2001)
2. 2002 — азерб. Yeni Azərbaycan Partiyası: yaranması, formalaşması və əsas fəaliyyət istiqamətləri Bakı, 2002-ci il (Партия Новый Азербайджан создание, формирование и направления основной деятельности, Баку, 2002)
3. 2004 — азерб. Demokratiya plyus Bakı, 2004-ci il, (Демократия плюс. Баку, 2004)
4. 2008 — азерб. Azərbaycan, Zaman, İnkişaf Bakı, 2008-ci il. (Азербайджан, Время, Развитие. Баку, 2008)
5. 2012 — азерб. Qarabağ düyünü Bakı, 2012-ci il. (Карабахский узел. Баку, 2012)[39][40]
6. 2014 — азерб. Müdriklik dərsləri. I hissə Bakı, 2014-ci il. (Уроки мудрости. I часть. Баку, 2014)[41]
7. 2015 — тур. Karabağ Düğümü Bakı, 2008-ci il. (Карабахский узел. Анкара, 2015)[42]
8. 2015 — азерб. Ermənistan-Azərbaycan, Dağlıq Qarabağ münaqişəsi: tarixi, mövcud durum və həlli yolları Bakı, 2015-ci il. (Армения-Азербайджан,Нагорно-Карабахский конфликт: история, нынешнее состояние и пути разрешения. Баку, 2015)[43]
9. 2016 — азерб. Müdriklik dərsləri. II hissə , Bakı, «Azərbaycan», (Уроки мудрости. II часть. Баку, 2016)[44]
10. 2016 — арм. Ղարաբաղյան հանգույց, (Карабахский узел. Санкт-Петербург, 2016)[45].
11. 2016 — азерб. Heydər Əliyev siyasi irsinin politoloji aspektləri, (Политологические аспекты политического наследия Гейдара Алиева. Баку, 2016)[46].
12. 2017 — азерб. Ermənistanın Azərbaycana hərbi təcavüzünün yaşyarımlıq Zəhra Quliyeva faciəsi, (Трагедия полуторагодовалой Захры Гулиевой в военной агрессии Армении против Азербайджана. Баку, 2017)[47].
13. 2018 — азерб. Müdriklik dərsləri. III  hissə, (Уроки мудрости. II часть. Баку, 2018)[48]

### Некоторые статьи
- Если бы Армения не захватила часть территории Азербайджана…[49]
- «Независимость» с ереванской окраской, или о чём говорят факты и реальность[50]
- Город Ханкенди — жемчужина Азербайджана[51]